# Dipterocarpus dyeri
Dipterocarpus dyeri — вид тропических деревьев из рода Диптерокарпус семейства Диптерокарповые. Впервые описан в 1886 году.

## Распространение
Dipterocarpus dyeri произрастает в низменных тропических лесах Юго-Восточной Азии. Распространён в Мьянме, Таиланде, полуостровной Малайзии, Камбодже и Вьетнаме.

## Описание
Высокое вечнозелёное дерево. Высота ствола 25—40 метров. Диаметр ствола до 125 см.

## Статус
Деревья уничтожают ради прочной древесины, которую используют для строительства домов и лодок. Поэтому этот вид имеет охранный статус CR — Виды, находящиеся на грани полного исчезновения.